# Lissítxkino
Lissítxkino (en rus: Лисичкино) és un poble de l'óblast de Saràtov, a Rússia, segons el cens del 2010 tenia 99 habitants. Pertany al districte municipal d'Atkarsk.